# Žerotín (okres Olomouc)
Obec Žerotín se nachází v okrese Olomouc v Olomouckém kraji. Leží na Hané, zhruba uprostřed trojúhelníku tvořeného městy Šternberk, Uničov a Litovel. Protéká tudy říčka Teplička a žije zde 456 obyvatel.

## Historie
První písemná zmínka o obci pochází z roku 1141, kdy patřila olomoucké kapitule, pak se stala majetkem rodu Žerotínů, kteří své jméno získali právě podle této vsi. Už od roku 1480 se však Žerotín dostal do vlastnictví šternberského kláštera augustiniánů, kteří zde nechali postavit barokní zámek. Když byl klášter roku 1784 zrušen, vesnici spravoval státní náboženský fond, od kterého ji v roce 1827 odkoupil hrabě Filip Ludvík Saint Genois. Nevlastnil ji ale dlouho, v roce 1850 se v souvislosti se vznikem obecních samospráv ze Žerotína stala samostatná obec v politickém a soudním okrese Šternberk. Šlo o středně velkou, národnostně téměř čistě českou obec, s rozvíjejícím se zemědělstvím. Známá byla především chovem koní a dobytka, fungovala zde též rolnická sladovna, mlékárna a od roku 1897 pražírna kávy a sladovnických výrobků Hanačka. Až do roku 1868 byly součástí obce také osady Krnov a Strukov.
| Rok      | 1869 | 1880 | 1890 | 1900 | 1910 | 1921 | 1930 |
| -------- | ---- | ---- | ---- | ---- | ---- | ---- | ---- |
| Obyvatel | 502  | 548  | 473  | 509  | 466  | 460  | 559  |
| Domů     | 66   | 70   | 72   | 75   | 76   | 76   | 95   |
| Rok      | 1950 | 1961 | 1970 | 1980 | 1991 | 2001 | 2011 |
| Obyvatel | 434  | 470  | 461  | 443  | 415  | 440  | 433  |
| Domů     | 110  | 110  | 111  | 105  | 120  | 127  | 134  |

1. ↑  Z toho 543 osob národnosti československé, 10 německé a 6 ostatních.[7]

## Pamětihodnosti
- Zámek Žerotín
- kaple sv. Marty z roku 1838
- dvě sousoší Kalvárie

## Slavní rodáci
- Josef Lukeš (1870–1956), poslanec Slezského zemského sněmu a Revolučního národního shromáždění Republiky československé, soudce v Bohumíně, Ostravě a Opavě.
- Antonín Drešl (1934-1993) – diplomovaný trenér vzpírání, šéftrenér československé reprezentace ve vzpírání mezi lety 1964-78

## Galerie

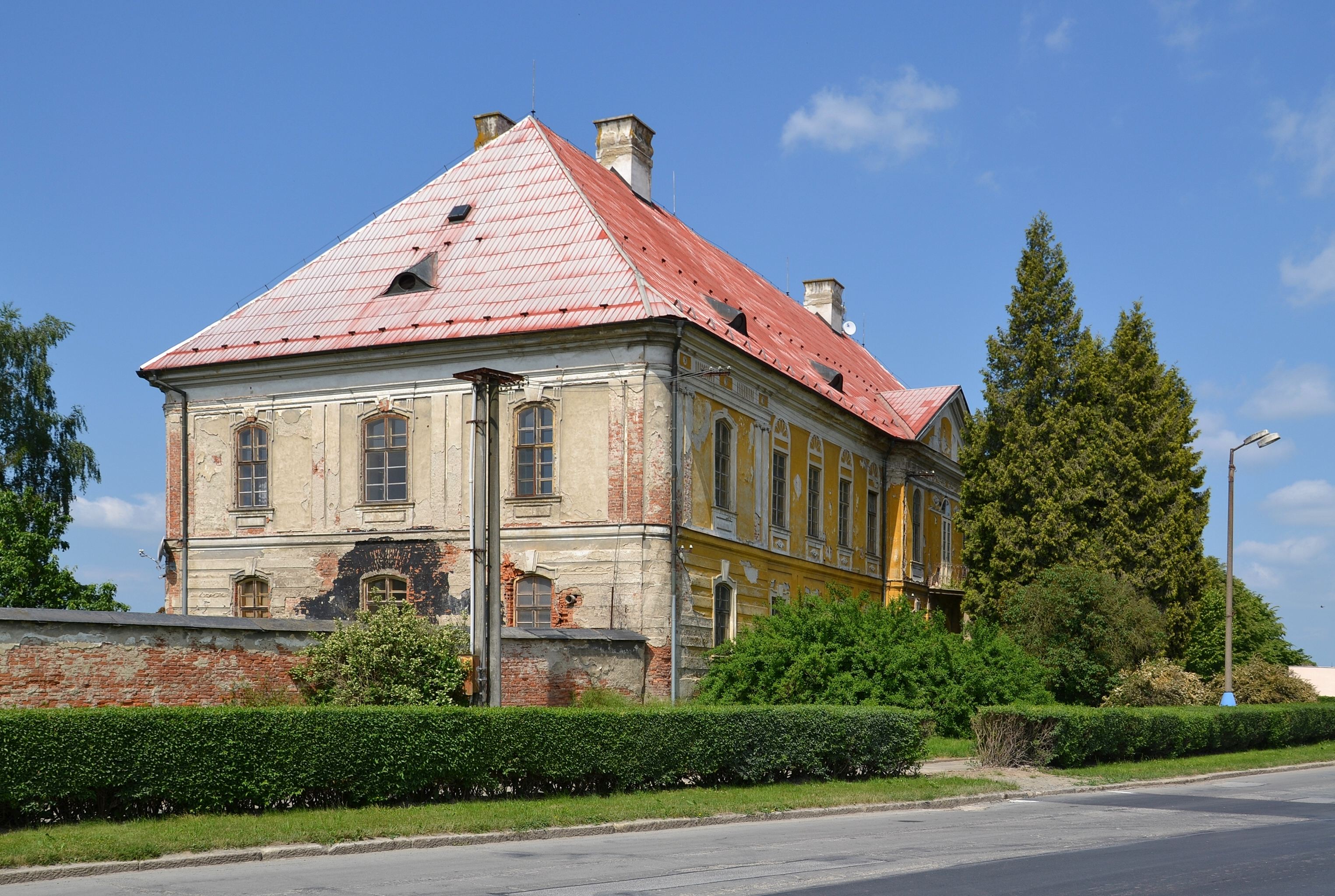
Zámek
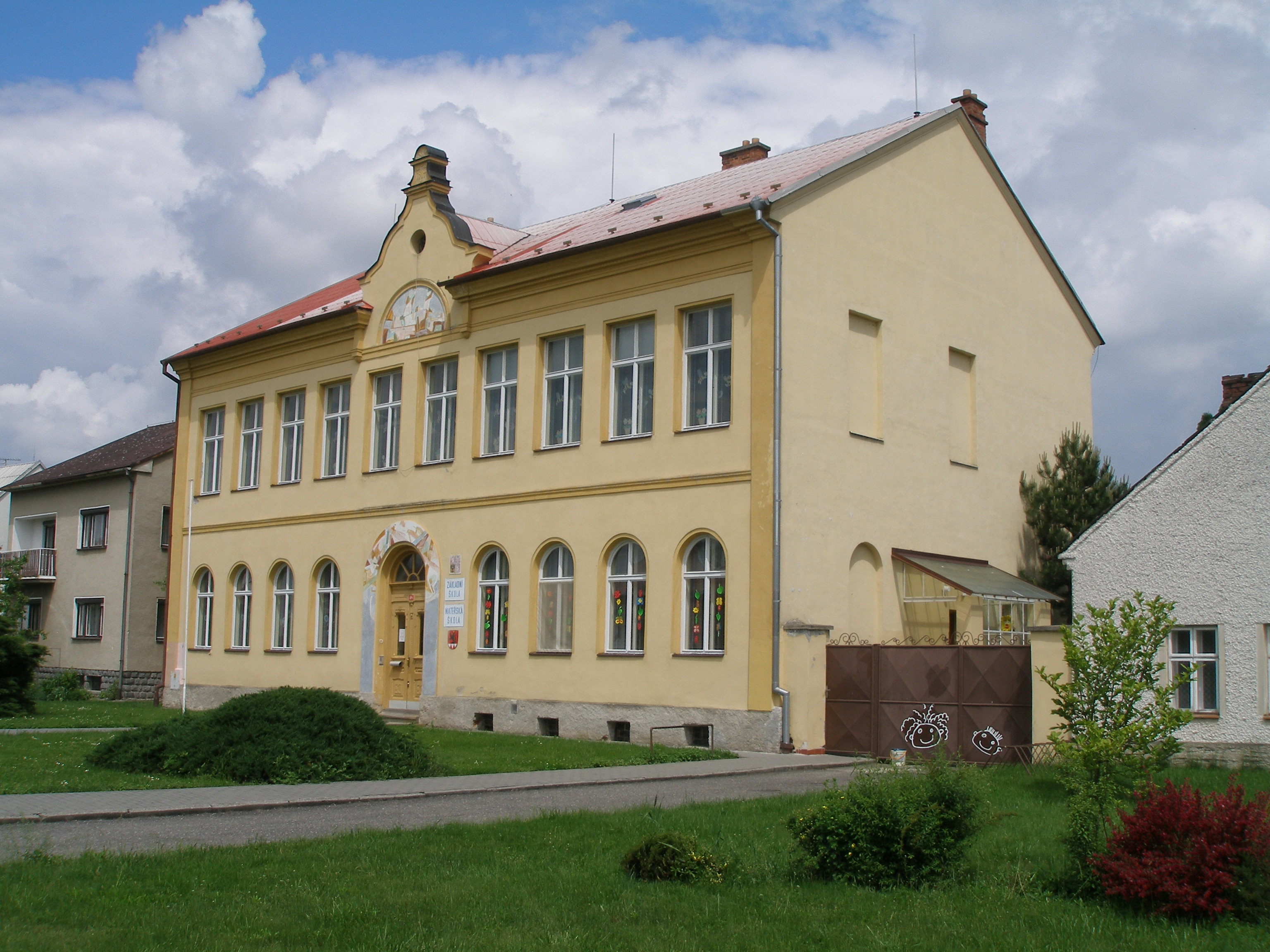
Škola
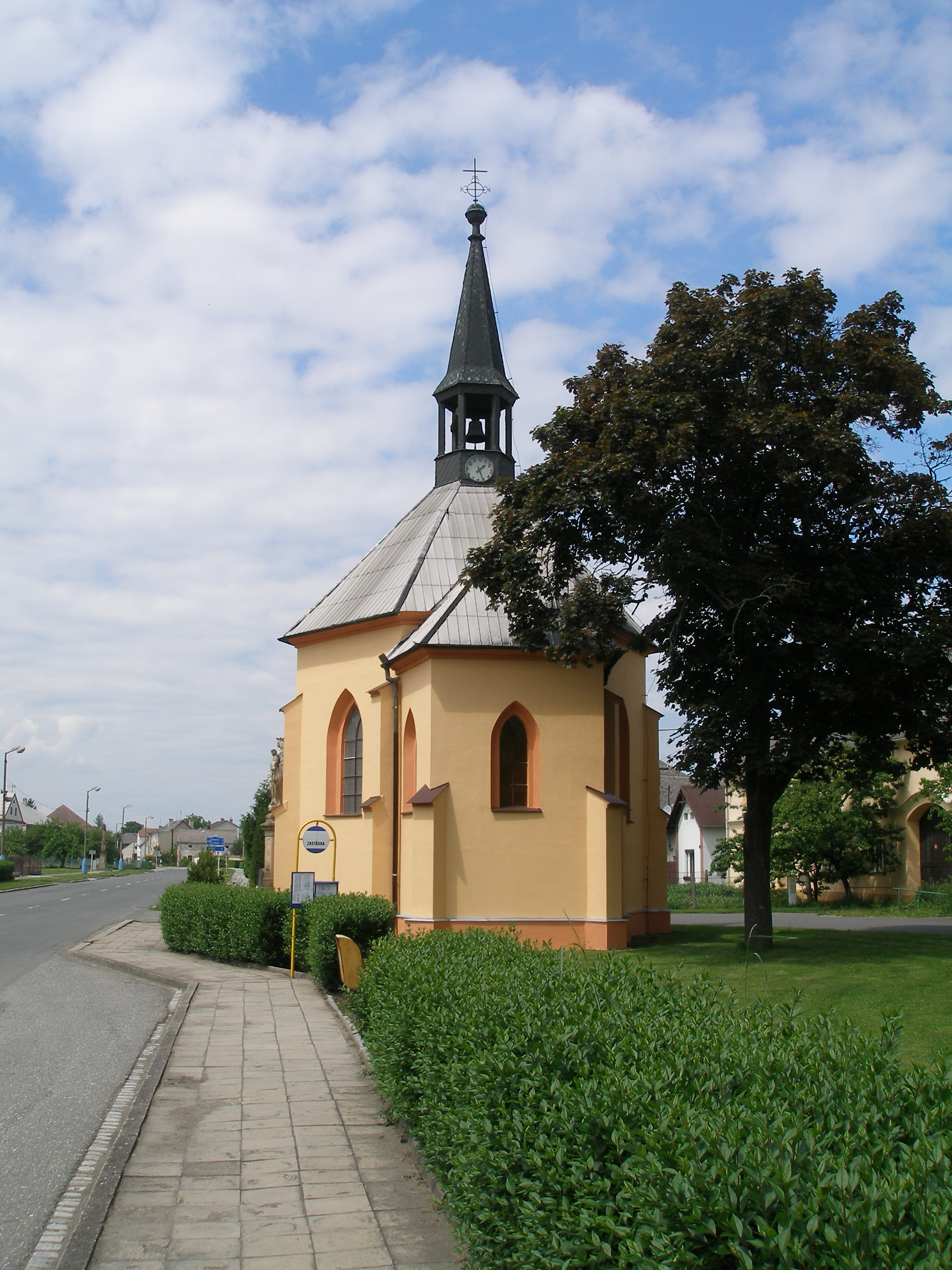
Kaple sv. Marty